# Душка Олексій Володимирович
Олексій Володимирович Душка (31 серпня 1984 , Дніпродзержинськ, Українська РСР, СРСР ) — український журналіст, телеведучий.

## Життя та кар'єра
Народився 31 серпня 1984 року в Дніпродзержинську (зараз Кам'янське).
У 1991—2002 роки навчався в школі.
З 2002 до 2007 року навчався в Інституті кіно і телебачення Київського національного університету культури і мистецтв (магістр, диплом з відзнакою).

### Кар'єра
2005 року розпочав працювати на телеканалі «1+1». Починав як кореспондент «ТСН», спеціалізувався на журналістських розслідуваннях. 2009 року в етері «1+1» виходить спецпроєкт Душки «У бога за пазухою» про зловживання серед духовенства. За цю серію матеріалів отримує персональний «Телетріумф».
У 2010—2011 роках працював над проєктом «Особиста справа». Кожна програма присвячена окремій темі: викриття обману у супермаркетах, знахабніла мафія на кладовищах, тест питної води, результат.
З червня 2012 року був автором, редактором та ведучим програми «Територія обману» в якій споживчі дослідження перетинаються із провокаціями та експериментами. За неї 2012 року був номінованим на премію «Телетріумф».
З 2018 року був ведучим кулінарного шоу «Їмо за 100», куди запрошує відомих людей, разом готують страви вартістю до 100 грн.
З 2021 року веде програму «Прихована небезпека» на «ICTV» про загрози у повсякденному житті.
З 29 квітня 2024 року ведучий ранкового шоу «Прокидайся» на телеканалі «Ми — Україна+».

## Нагороди
- 2009 — персональна премія «Телетріумф» за спецпроєкт «У бога за пазухою».